# جلال‌آباد (سیرچ)
جلال‌آباد، یک آبادی از توابع بخش شهداد، شهرستان کرمان در استان کرمان ایران است.

## جمعیت
این آبادی در دهستان سیرچ قرار دارد و براساس سرشماری مرکز آمار ایران در سال ۱۳۹۵، خالی از سکنه دائم بوده‌است.